# Addi Münster (Komiker)
Albert „Addi“ Münster (* 14. März 1902 in Hamburg; † 15. November 1990 ebenda) war ein deutscher Humorist.

## Leben

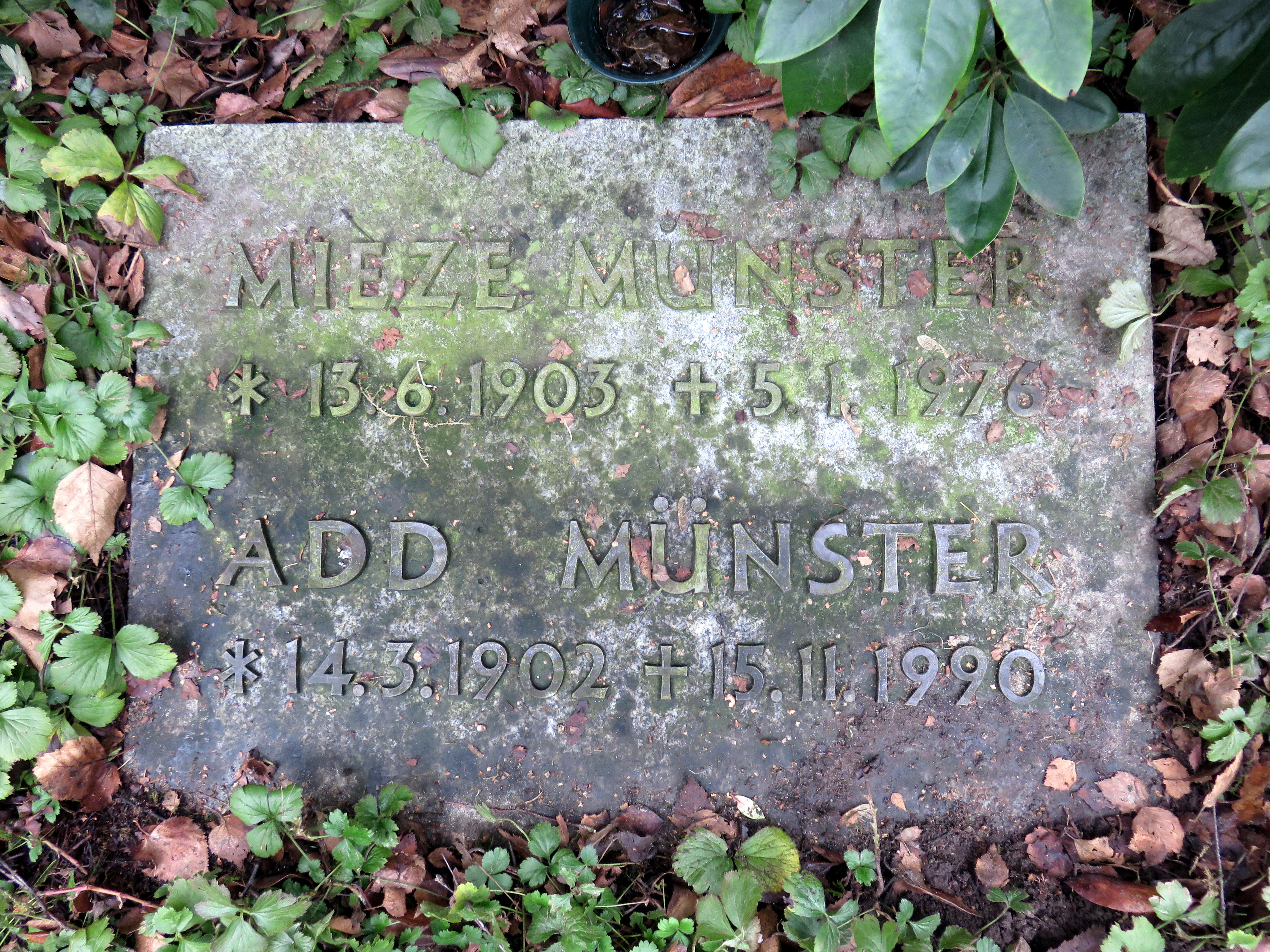
Kissenstein Addi Münster und Ehefrau auf dem Ohlsdorfer Friedhof

Addi Münster wurde als fünftes Kind einer Hamburger Handwerkerfamilie geboren. Er arbeitete zunächst im Hamburger Hafen bei einer Stauerei. Entdeckt wurde er in einem Kabarett im Hamburger Stadtteil St. Pauli, als er als Zuschauer von den Künstlern auf die Bühne gebeten wurde, um Witze und Döntjes zum Besten zu geben. Münster tourte daraufhin durch Deutschland; Breslau, Leipzig und Berlin waren dabei einige seiner Stationen. Als er bei einem Gastspiel in Mülheim an der Ruhr in seiner Schauermannskluft auf seinen Auftritt wartete, bat ihn der Direktor des Gastspielunternehmens, in dieser Kleidung aufzutreten, die schließlich zu Münsters Markenzeichen wurde.
Als Soldat im Zweiten Weltkrieg kam er in britische Gefangenschaft.
1946 stand er zum ersten Mal auf der Bühne des Hamburger Hansa-Theaters. Münster war in den folgenden Jahrzehnten Gast auf zahlreichen Veranstaltungen, in Varietés und auf Bunten Abenden. Neben Auftritten im Hamburger Hafenkonzert erlangte er besonders durch seine häufige Mitwirkung in der Fernsehreihe Haifischbar, die von 1963 bis 1979 in der ARD lief, bundesweite Popularität. Münster wirkte darüber hinaus in kleineren Rollen in den Filmen Polizeirevier Davidswache und Heimweh nach St. Pauli mit. In der Folge Havelstrand gegen Waterkant saß er 1967 im Rateteam von Hans Rosenthals Quizsendung Gut gefragt ist halb gewonnen. Münsters Stimme ist auch auf einer Reihe von Schallplatten festgehalten, so auf den LPs Reeperbahnbummel mit Addi Münster oder Stimmung auf St. Pauli.
Bei einem Auftritt in Kiel lernte Addi Münster 1928 seine spätere Frau Sonja, eine Balletteuse, kennen. Mit ihr trat er bis zum Beginn des Krieges als „Münster-Duo“ auf. Das Paar hatte zwei Töchter, die in den 1950er Jahren ebenfalls im Showgeschäft tätig waren. Addi Münster wurde auf dem Hamburger Friedhof Ohlsdorf bei Kapelle 9 neben seiner Frau, die Anfang Januar 1976 verstorben war, beigesetzt.

## Filmografie

### Als Schauspieler
- 1961: Ein Berliner in Hamburg
- 1963: Heimweh nach St. Pauli
- 1964: Polizeirevier Davidswache
- 1964–1976: Haifischbar (13 Folgen, auch als Sänger)
- 1965: Jetzt geht der Zirkus wieder los

### Als Sänger
- 1955: 1:0 für Sie
- 1956: Zum neuen Jahr – das neue Spiel
- 1957: Treffpunkt Hamburg
- 1960: Bummel am Abend
- 1967: Wir feiern im voraus

## Diskografie (Auswahl)
- Reeperbahnbummel mit Addi Münster (LP, Falcon)
- 'n Hamborger Jung'  (LP, Perlserie, PSLP 182, 1970)
- Stimmung auf St. Pauli (LP, fontana)
- St. Pauli bleibt St. Pauli (mit Carl Bay u. a.) (LP, Ariola)
- Windjammer für Hamburg (mit Hans Albers, Arno Assmann u. a.) (LP)
- Ein Reeperbahnbummel mit Addi Münster (LP, maritim)
- Humoris Causa, Die große Lachparade No. 1 (mit Heinz Erhardt und Rolf Stiefel) (LP, Telefunken, BLE 14279)
- Humoris Causa, Die große Lachparade No. 5 (mit Maria Munkel-Köllisch, Kurt Lehfeld u. a.) (LP, Telefunken, SLE 14519-P)
- Wolken, Wind und Wogen (mit Lale Andersen, Jonny Hill u. a.) (LP, auditon)
- Wunderbare Haifischbar (mit Ralf Bendix, Günter Lüdke, Hilde Sicks u. a.) (LP, EMI, 1C 054-31962, 1976)
- Von Hamburg nach Hawaii (mit Carl Bay u. a.) (LP, baccarola, 74651 ZU)
- Kleine Möwe, flieg nach Helgoland (mit Heidi Kabel, Walter Scherau u. a.) (LP, Fiesta)